# Metagrion montivagans
Metagrion montivagans – gatunek ważki z rodziny Argiolestidae.
Owad ten jest endemitem Papui-Nowej Gwinei, znanym jedynie ze stanowisk we wschodniej części półwyspu Huon.